# Legionella shakespearei
Espèce
Legionella shakespearei est une espèce de bactéries gram-négatives de la famille des Legionellaceae.

## Description
Les Legionella shakespearei sont des bactéries gram-négatives de forme bacilles avec un flagelle polaire unique. Elles sont catalase positives, β-lactamases positives, gélatinase positives et faiblement positives pour l'oxydase. Elles n'autofluorescent pas.

## Taxonomie
Le nom correct complet (avec auteur) de ce taxon est Legionella shakespearei Verma et al. 1992.

### Étymologie
L'étymologie du nom de cette espèce est la suivante : sha.kes’peare.i. N.L. gen. masc. n. shakespearei, de Shakespeare, nommé d'après le dramaturge William Shakespeare, car l'organisme a été isolé à Stratford-upon-Avon.